# Wigratzbad
Wigratzbad (westallgäuerisch: Båd) ist ein Gemeindeteil der Gemeinde Opfenbach im bayerisch-schwäbischen Landkreis Lindau (Bodensee).

## Geographie
Das Kirchdorf liegt circa 1,5 Kilometer nördlich des Hauptorts Opfenbach und zählt zur Region Westallgäu. Nördlich des Orts verläuft die Leiblach. Ebenfalls nördlich von Wigratzbad befindet sich der Ort Hergatz samt Bahnhof.

## Ortsname
Der Ortsname beschreibt eine Badhütte bei Wigratz. Historische Schreibweisen der Ortschaft sind Bad, Wigratzer Bad und Bad zu Wigratz.

## Geschichte
Wigratzbad wurde erstmals im Jahr 1527 als Badhütte zum Weygratz urkundlich als Streitigkeit zwischen der Stadt Wangen und Hugo von Montfort erwähnt.

## Gebetsstätte
In Wigratzbad gibt es eine römisch-katholische Gebetsstätte mit Exerzitienhaus. Nach einer Privatoffenbarung Antonie Rädlers in einer kleinen Kapelle („Gnadenkapelle“) entwickelte sich die Gebetsstätte nach und nach bis hin zum Bau der Herz-Jesu-und-Mariä-Sühne-Kirche („Maria vom Sieg“), die 1973/74 nach einem Entwurf des Architekten Gottfried Böhm in moderner roter Stahlarchitektur erbaut wurde, der am 30. Mai 1976 vom Augsburger Bischof Josef Stimpfle eingeweiht wurde. Das Kirchengebäude stellt mit einer an Zelte erinnernden Architektur die Verbindung von Jesus Christus und der Kirche dar: Ein großes, von einem Turmkreuz und von einer roten Spitze bekröntes Zelt über dem Altar symbolisiert Christus, und um ihn versammelt sich in zwölf niedrigeren Zelten das Volk Gottes. Böhm schuf den Entwurf unter dem Eindruck des Zweiten Vatikanischen Konzils, das 1964 in seiner Dogmatischen Konstitution Lumen gentium die Kirche als das „Zelt Gottes unter den Menschen“ (Offb 21,3 ) und Behausung für das „wandernde Volk Gottes“ herausgestellt hatte, das Gott „in Wahrheit anerkennen und ihm in Heiligkeit dienen soll“. Die vorherrschenden Farben Rot und Grün symbolisieren die Schöpfung, in der Gottes Gnaden wirksam sind. In zwei Apsiden seitlich vom Altar befinden sich Skulpturen des Heiligsten Herzens Jesu und der Mutter Gottes von Fatima. In Wigratzbad wird Maria unter dem Attribut Unsere Liebe Frau vom Siege verehrt; die Sühnekirche trägt das Patrozinium vom Heiligsten Herzen Jesu und Mariens. Antonie Rädler († 1991) und der langjährige Pilgerseelsorger Pater Johannes Schmid CP  († 1987) sind in einer eigenen Krypta beigesetzt. Die Gebetsstätte der Diözese Augsburg  wird seit 2021 von der umstrittenen Gemeinschaft Pro Deo et fratribus – Familie Mariens geistlich betreut. Rektor der Gebetsstätte, wozu die Sühnekirche, die Gnadenkapelle, das Pilgerheim und die Rosenkranzbruderschaft gehören, ist seither Pater Florian Kerschbaumer OJSS.
In Wigratzbad befindet sich neben der Gebetsstätte seit 1988 auch das Internationale Priesterseminar St. Petrus der der traditionalistischen Priesterbruderschaft St. Petrus. 2000 wurde hierfür ein bruderschaftseigenes Seminargebäude errichtet und von Kardinal Dario Castrillon Hoyos eingeweiht. Das Haus St. Michael in Wigratzbad ist der Sitz des deutschen Distriktes der Petrusbruderschaft. Die Priesterbruderschaft St. Petrus ist eine klerikale Gesellschaft des Apostolischen Lebens päpstlichen Rechts und feiert die Liturgie nach der vor 1970 gebräuchlichen Form des Römischen Ritus. Deren Gründungsmitglieder trennten sich 1988 von der Priesterbruderschaft St. Pius X., nachdem Erzbischof Marcel Lefebvre gegen das Verbot des Papstes vier Bischöfe geweiht hatte.
Außerdem hat der Sender K-TV hier seinen Sitz.

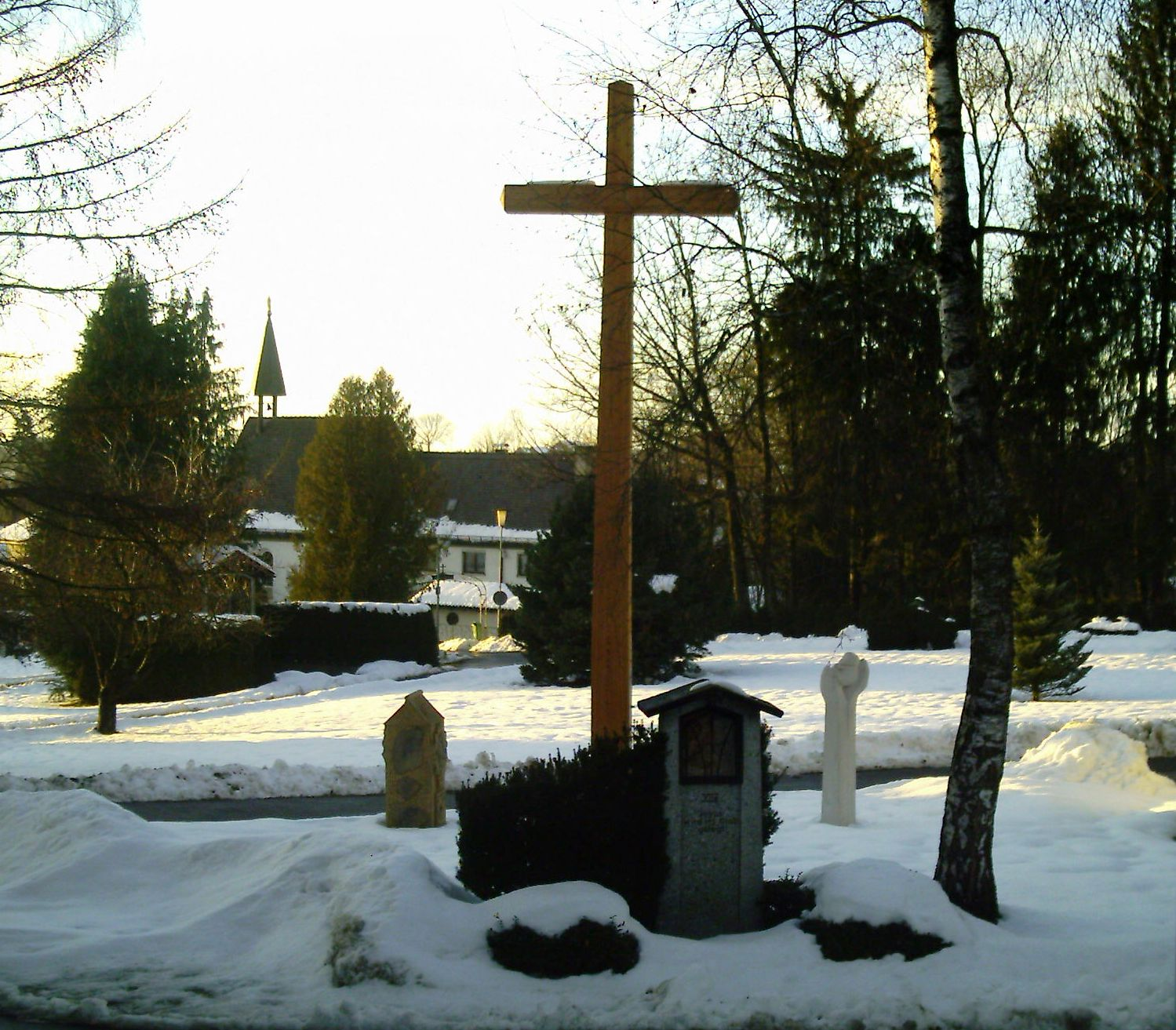
Alte Kapelle in Wigratzbad
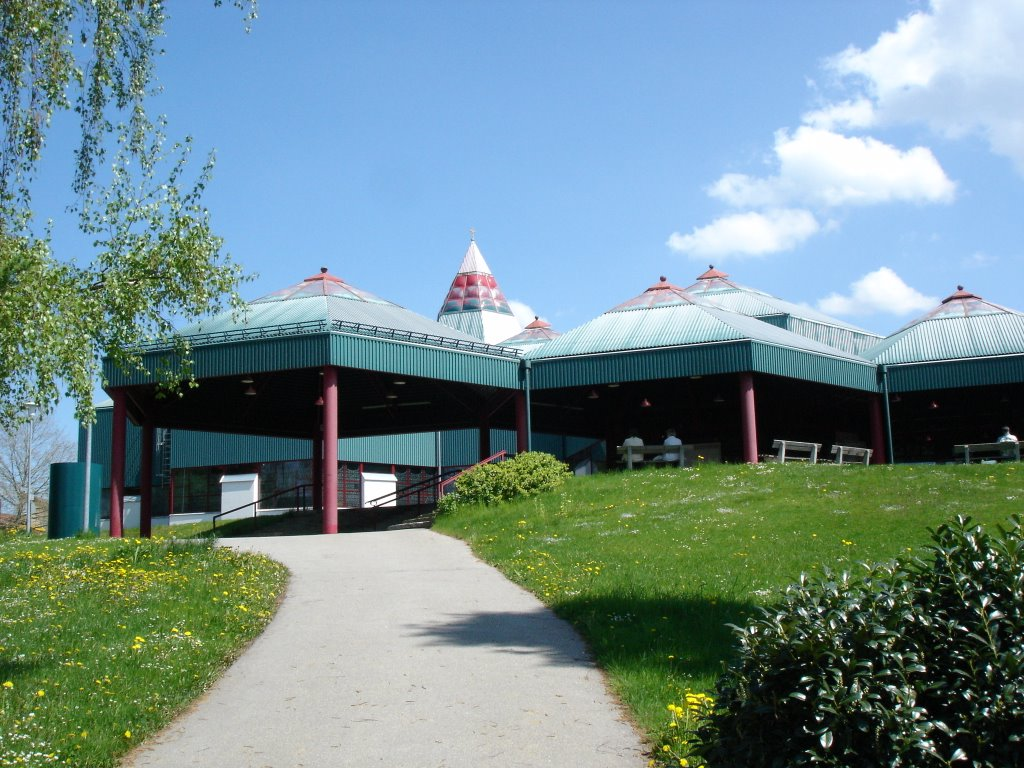
Herz-Jesu- und Mariä-Sühne-Kirche
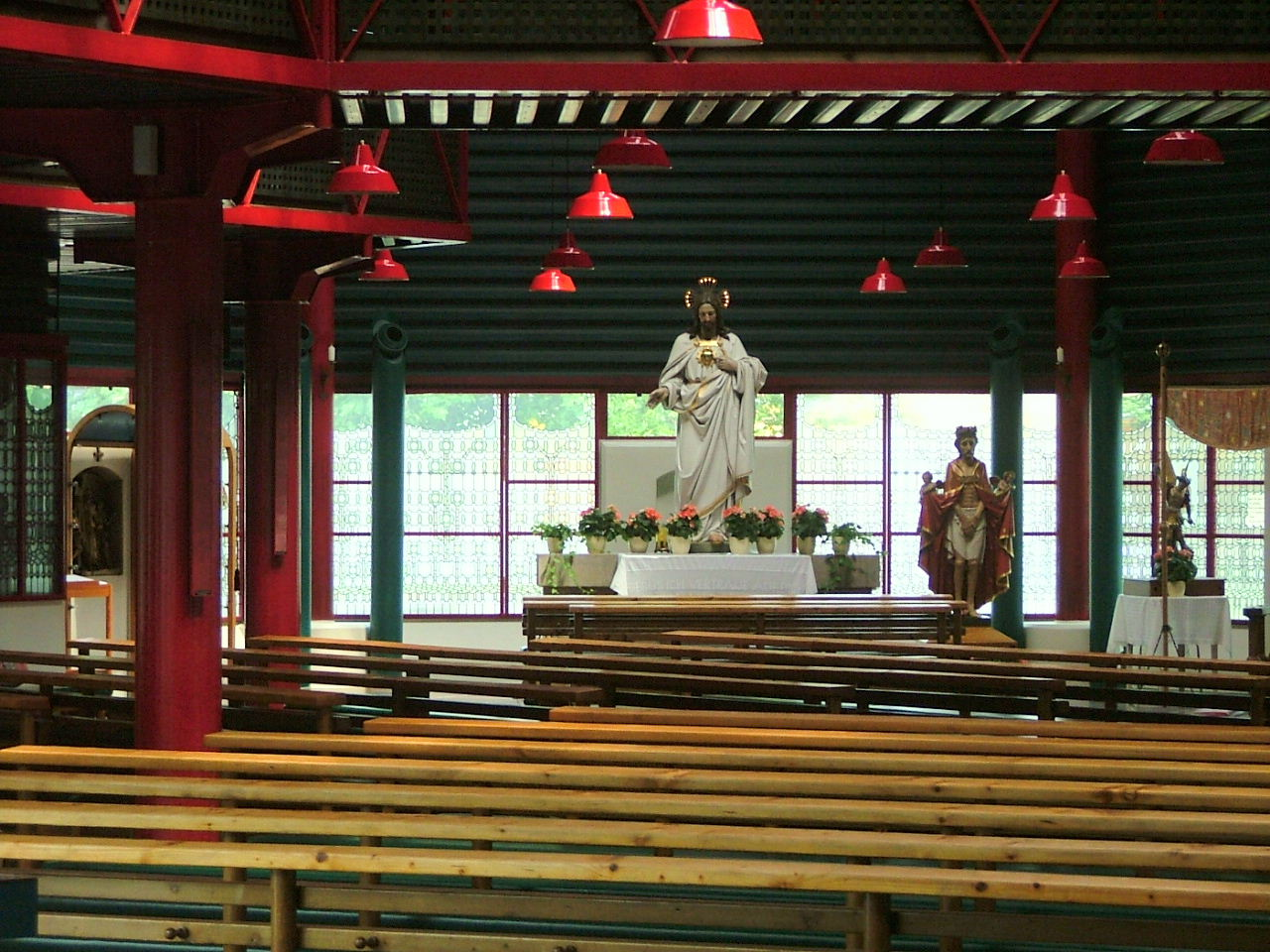
Chorraum
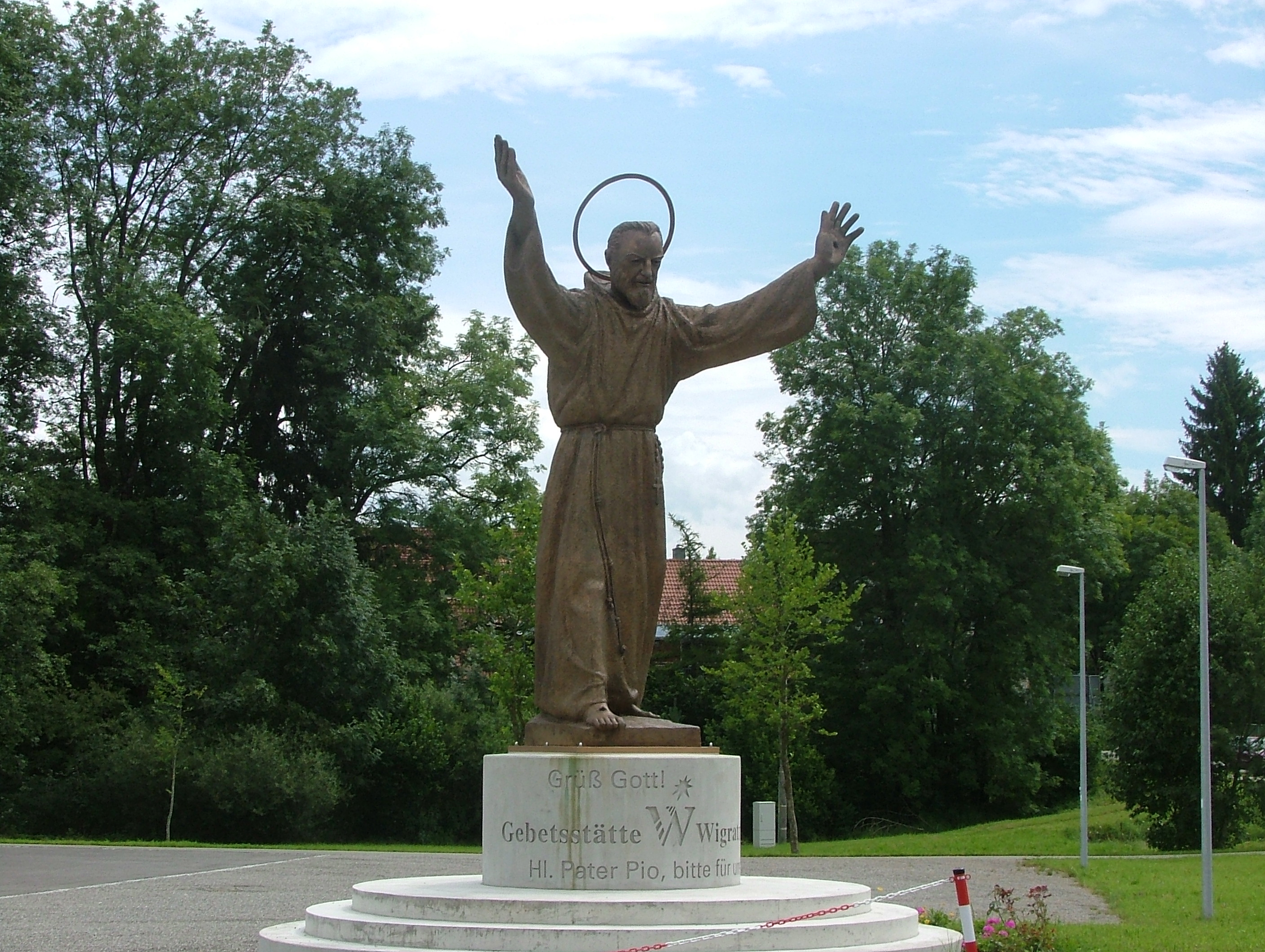
Statue des hl. Pater Pio

## Persönlichkeiten
- Antonie Rädler (1899–1991), Mystikerin und die Begründerin der Gebetsstätte in Wigratzbad